# Erigonoplus globipes
Erigonoplus globipes là một loài nhện trong họ Linyphiidae.
Loài này thuộc chi Erigonoplus. Erigonoplus globipes được Ludwig Carl Christian Koch miêu tả năm 1872.